# Dufourea moldenkei
Dufourea moldenkei là một loài Hymenoptera trong họ Halictidae. Loài này được Bohart mô tả khoa học năm 1980.